# Dickon Mitchell
Dickon Amiss Thomas Mitchell (St. David's, 8 ottobre 1976) è un politico grenadino.

## Biografia
Mitchell è nato a Petit Esperance, Saint David, Grenada. Ha ricevuto un LLB (Hons) dall'Università delle Indie Occidentali a Cave Hill e ha completato il suo certificato di formazione legale presso la Hugh Wooding Law Schoolnel 2002.
Dopo la laurea, ha lavorato come avvocato associato presso lo studio Grant, Joseph & Co. Ha fondato il suo studio Mitchell & Co. nel 2017.

## Carriera politica
Mitchell è stato eletto leader del partito del Congresso nazionale democratico il 31 ottobre 2021.

### Primo ministro di Grenada
Dopo le elezioni è diventato primo ministro del suo paese.
È un sostenitore del repubblicanesimo, Mitchell ha detto che spera di vedere il suo paese diventare una repubblica durante il suo mandato.